# スケーター (企業)
スケーター株式会社（英文社名：Skater co .,ltd）は、弁当箱や水筒、ステンレスボトルをはじめ素材にこだわらない様々な商品の企画・製造・販売を行う家庭日用品分野における総合ファブレスメーカー。本社所在地は奈良県奈良市。

## 概要
元は社名に「万年筆」とある通り、文具メーカーであったが、後に現在までに至る食品容器メーカーとなった。スケーター株式会社は自社で工場をもたないため（ファブレスメーカー）、枠にとらわれない商品展開が可能となっている。またウォルト・ディズニー・ジャパン株式会社をはじめ、株式会社サンリオ、株式会社ポケモン、株式会社小学館集英社プロダクション、株式会社タカラトミー、株式会社スタジオジブリ、サンエックス株式会社、株式会社ソニー・クリエイティブ、株式会社NHKエンタープライズ、Universal Studios Licensing LLC、ワーナーブラザースジャパン合同会社、株式会社ディック・ブルーナ・ジャパン、株式会社ベネッセコーポレーション・株式会社電通・株式会社コスモマーチャンダイズィング・バイアコム・ネットワークス・ジャパン株式会社等のキャラクター版権元との結びつきが強く、供与された版権を用いて世代にとらわれない多種多様な商品展開を行っている。
また、最近では、素材にとらわれない商品開発ができるファブレスメーカーの強みを活かして、マスク、ハブラシ、傘、タオルなど多様な商品開発を行い売上を伸ばしている。
2021年よりデジタルマーケティング部を立ち上げ、インターネットでの販売だけでなく、SNSなどを活用した企業ブランディングにも力を入れている。
また、海外販売へも力を入れており、シカゴハウスウェアショー・アンビエンテ(ドイツ) などの海外展示会へも積極的に出展しており、海外の売上比率も上がってきている。

## 沿革
1950年  先代の社長 鴻池伊三郎がスケーター万年筆株式会社を設立。大阪市生野区に本社を置く。ちなみに”スケーター"の名の由来は、”スケートのようによくすべる書き味の良い万年筆を作り続けたい"という先代社長の思いからきている。
- 1964年　プラスチック部門を設立
- 1972年　鴻池良一会長（当時専務）が、KOKUYOの下請けを受けるかたちで、プラスチック家庭日用品の製造販売を開始。
- 1974年　スケーター株式会社に社名変更
- 1982年 女性向けの水玉デザイン”キャスミン”シリーズが大ヒット。 一躍スケーターの名前が全国区となる。大阪府知事より産業振興発表による受賞。
- 1983年 第一回内見会（新製品発表会）開催。以降、現在にいたるまで一度もとぎれることなく毎年開催される
- 1984年 鴻池良一社長就任。株式会社サンリオと業務提携。サンリオキャラクターを用いた商品の製造・販売開始
- 1986年 東京営業所開設 海外生産（台湾）開始
- 1989年 福岡営業所開設
- 1990年 本社および配送センターを現在の地（奈良県奈良市）に新設
- 1993年 東映アニメーション株式会社と版権契約締結 「クレヨンしんちゃん」「美少女戦士セーラームーン」のキャラクター採用でブームとなる。
- 1994年 海外生産拠点として中国 東莞（トンガン）に進出  株式会社トミー（現：株式会社タカラトミー）と版権契約締結
- 1998年 海外拠点として上海に進出
- 2000年  海外拠点 厦門に進出
- 2001年  商品化権事業開始
- 2003年  第22回プラスチック日用品優秀製品コンクールにおいて「クック膳」が「経済産業省製造産業局長賞」を受賞
- 2005年  中国 東莞（トンガン）営業所開設
- 2006年 上海斯凱達生活用品貿易股有限公司（上海スケーター株式会社）開設。ウォルトディズニージャパン株式会社と業務提携
- 2009年 Skater Korea（韓国スケーター株式会社）開設
- 2014年 太陽光発電による発電所開設
- 2015年 営業棟新設   福岡営業所移転（博多区綱場町）
- 2016年 台湾事務所開設
- 2017年 鴻池総一郎 代表取締役社長 就任
- 2017年 鴻池 良一  代表取締役会長 就任
- 2021年 東京営業所移転（新宿区新小川町）
- 2021年 福岡営業所移転（博多区博多駅前）
- 2024年 ㈱フローリアム 新物流センターを大和郡山市八条町に竣工予定

## 事業

### 主な商品
お弁当箱、水筒、ステンレスボトル、保温ジャー付き弁当箱、電子レンジ調理容器シリーズ、キャラ弁作りお助けグッズ、親子で作る製菓シリーズ、マスク、歯ブラシ、傘、タオル、ファンシー雑貨など。

### 取り扱いキャラクター
- ハローキティ
- マイメロディ
- I'm ドラえもん[1]
- ミッキーマウス[2]
- くまのプーさん[3]
- カーズ
- トイ・ストーリー
- マーベル
- ポケットモンスター
- トミカ
- プラレール
- すみっコぐらし
- スヌーピー
- ムーミン
- となりのトトロ
- ミニオンズ
- ミッフィー
- しまじろう
- いないいないばあっ!
- トムとジェリー
- まいぜんシスターズ
- パウ・パトロール
- マインクラフト
- スプラトゥーン
- スーパーマリオ
- にゃんこ大戦争
- 鬼滅の刃
- プリキュアシリーズ

### 主要販売先
全国の主要量販店（ゼネラルマーチャンダイズストア）やスーパーマーケット、ホームセンター、ドラッグストア、専門店、ＥＣ小売など。